# Gintaras Januševičius

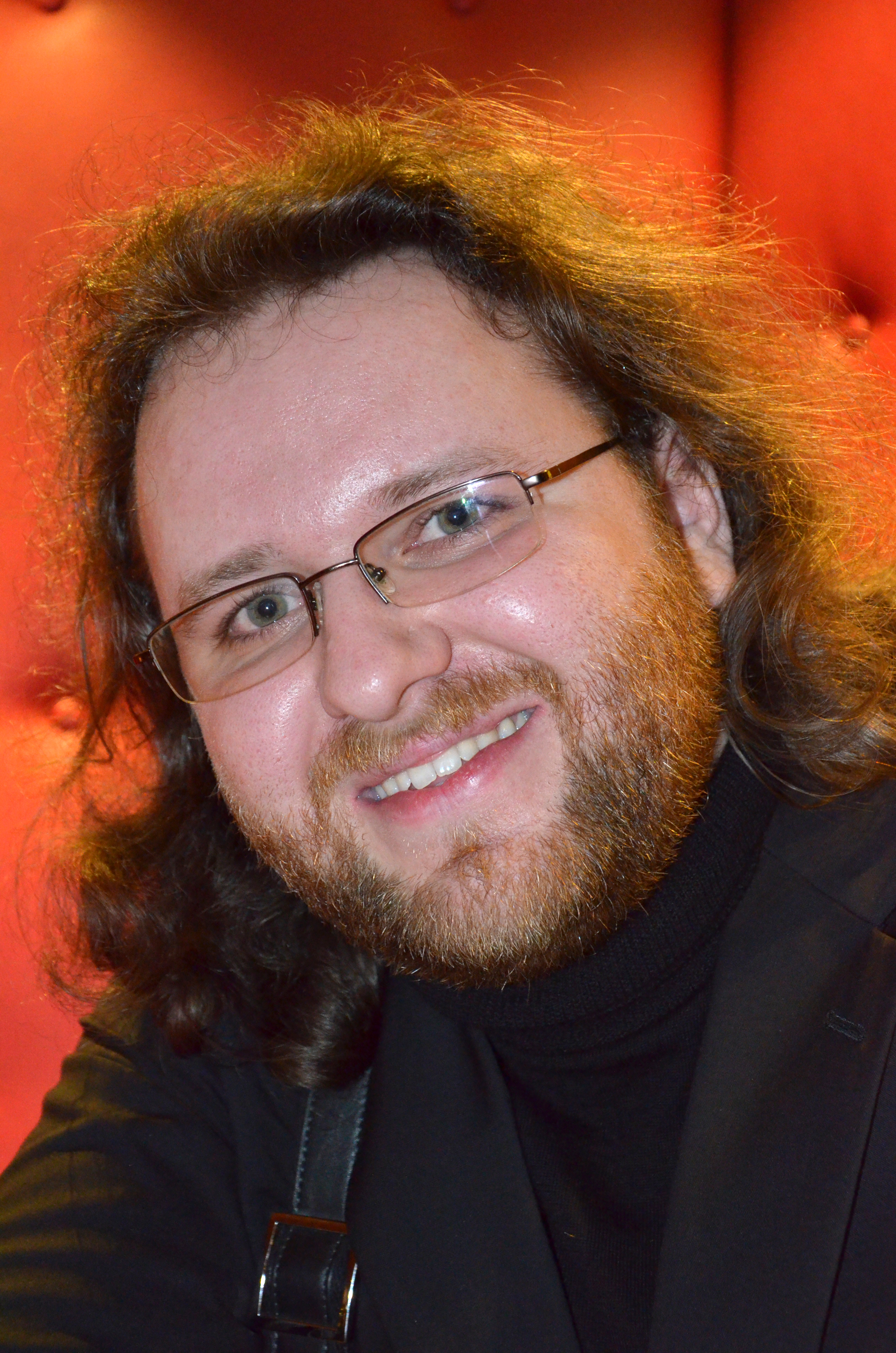
Januševičius nach einem Konzert 2014

Gintaras Januševičius (* 16. Januar 1985 in Moskau) ist ein litauischer Pianist. Zu seinem Repertoire gehören Interpretationen von Werken Rachmaninows, Chopins, Liszts und Mussorgskis sowie viele Werke litauischer Komponisten.

## Biografie

### Ausbildung
Gintaras Januševičius wurde in Moskau in einer Musikerfamilie geboren. Sein Vater ist der litauische Trompeter Algirdas Januševičius und seine Mutter die tatarisch-jüdische Komponistin Nailia Galiamova. 1987 verließ die Familie Moskau und zog nach Klaipėda in Litauen. Januševičius begann seine musikalische Ausbildung im Alter von vier Jahren an dem Eduardas-Balsys-Kunstgymnasium. 1993 entschloss sich die Familie, in die Hauptstadt Vilnius umzuziehen, wo sein Vater zum Solotrompeter des Litauischen Staatsorchesters berufen wurde, das von Gintaras Rinkevičius geleitet wurde. Januševičius begann seine musikalische Ausbildung dann an der Nationalen Mikalojus-Konstantinas-Čiurlionis-Schule der Künste.
Seine ersten Klavierstunden erhielt Gintaras Januševičius bei Valentina Potejenko in Klaipėda. Später wurde er von Valė Kulikauskienė (1993–1998) und Jurgis Bialobžeskis (1998–2003) unterrichtet. Nach dem Schulabschluss im Jahr 2003 begann Gintaras sein Studium an der Musik- und Theaterakademie Litauens bei Jurgis Bialobžeskis. Dieser blieb sein Lehrer und wichtigster Berater bis zu dessen Tod im Mai 2008. Im Jahre 2004 wechselte Januševičius nach Hannover, Deutschland, an die Hochschule für Musik, Theater und Medien, wo er von Wladimir Krainew bis zu dessen Tod im April 2011 unterrichtet wurde. Im Oktober 2011 trat er in die Klavierklasse des deutschen Pianisten Bernd Goetzke ein.
Seit 2001 erhielt er auch Unterricht bei zahlreichen bekannten Pianisten, im Besonderen bei Lazar Berman und seiner Ehefrau Valentina, Naum Starkman, Malcolm Bilson, Zvi Meniker, Jan Philip Schulze, Ewa Kupiec und anderen.

### Künstlerische Tätigkeit
Gintaras Januševičius lebt seit dem Jahr 2004 in Hannover. Von 2008 bis 2015 war er der künstlerische Leiter der Kammermusikreihe „Plathner's Eleven“ in Hannover. 2013 rief er den Musikwettbewerb „Die Hannoversche Börse der Musiktalente“ ins Leben. Seit Januar 2014 ist Gintaras Januševičius als Intendant des Konzert- und Kulturhauses TangoBrücke in Einbeck tätig.
Seit 2009 gab er offene Meisterkurse in mehreren europäischen Ländern, in Brasilien, Japan, China und in den USA. Seit 2012 leitet er in Hannover ein privates Klavierstudio für musikbegabte Kinder. Seit 2017 ist er als künstlerischer Leiter und Klavierprofessor an der Klavierakademie „Feuerwerk“ in Einbeck und der Sommerakademie „Klaipėda Piano Masters“ in Klaipėda tätig. Seit 2020 unterrichtet er an der Hochschule für Musik, Theater und Medien Hannover.

### Erfolge
Gintaras Januševičius gewann im Alter von 16 Jahren seine ersten beiden nationalen Wettbewerbe Balys Dvarionas und Johann Sebastian Bach. Im Jahr 2002 gewann er den Grand Prix bei dem Internationalen Frédéric-Chopin-Klavierwettbewerb in Narva, Estland. Im Jahre 2003 erreichte er das Finale des Internationalen M. K. Čiurlionis Klavier- und Orgelwettbewerbs in Vilnius und im Jahre 2004 das Finale des Internationalen Concours Musical International de Montréal. Im Jahre 2005 gewann er den Yamaha-Preis in Litauen. Im Jahr 2006 erreichte er das Finale beim 1. Internationalen Tallinn Klavierwettbewerb. Im Jahr 2007 gewann er die 3. Preise beim Internationalen Klavierwettbewerb „Piano Campus“ in Frankreich und beim Internationalen M. K. Čiurlionis Klavier- und Orgelwettbewerb. Im März 2010 erreichte er den 2. Preis und den „Patrizia-Cerutti-Preis“ für die beste Darbietung einer Beethoven-Sonate beim Internationalen Pinerolo-Klavierwettbewerb in Italien. Zwei Monate später gewann er den 2. Preis beim Internationalen Klavierwettbewerb „Neue Sterne“ in Wernigerode und erreichte den 1. Preis bei dem Internationalen Klavierwettbewerb „Palma“ – der Rotary Club von Palma belohnte Gintaras 2010 und 2011 mit Konzerten in Spanien, sowohl als Solist als auch mit Orchester. Im selben Jahr gewann er den 2. Preis beim XIX Internationalen Ibiza-Klavierwettbewerb. Seine letzten Erfolge, beide im Jahr 2011: der 1. Preis beim 13. Internationalen Wettbewerb der Chopin-Gesellschaft Hannover, Deutschland, sowie ein Sonderpreis des Shenzhen Klavierwettbewerbs in China.

### Bedeutende Konzerte
Sein Orchester-Debüt gab Gintaras Januševičius im Alter von 15 Jahren. Er spielte das Capriccio Brillante, Op. 25 von Felix Mendelssohn Bartholdy mit dem Litauischen Staatsorchester unter der Leitung von Vytautas Lukočius. Im selben Monat spielte er in dem großen Saal des Moskauer Konservatoriums das Klavierkonzert A-Dur, K. 488 von Wolfgang Amadeus Mozart.
Bis heute hat Januševičius mit über 30 Orchestern konzertiert, einschließlich des Montreal Sinfonieorchester, dem Shenzhen Sinfonieorchester, Sinfonieorchester der Balearischen Inseln, Jekaterinburg Sinfonieorchester, dem Litauischen Kammerorchester, dem Litauischen Nationalsinfonieorchester, Chișinău Sinfonieorchester usw. Er hat in berühmten Konzerthallen gespielt, wie dem Palau de la Música Catalana in Barcelona, Sala Mozart in Saragossa, Salle Wilfrid-Pelletier in Montreal, Estonia Hall in Tallinn, Shenzhen Concert Hall usw. Seine Solokonzerte fanden in den meisten Städten Litauens statt, ebenso in New York, Rom, Rio de Janeiro, London, Paris, Berlin, Tallinn, Moskau, Warschau, Chișinău, Hamamatsu und anderen Städten. Er nahm an berühmten Musikfestivals teil, einschließlich des Internationalen Chopin-Klavierfestivals in Duszniki-Zdrój, des Besançon-Musikfestivals, des Würzburger Mozartfestes, der Braunschweig Classix, der Dresdner Musikfestspiele usw.

## Repertoire
Januševičius bevorzugt Klavierkompositionen von Rachmaninow. Er spielt alle seine Études-Tableaux, Morceaux de Fantaisie und Preludien, seine Romanzen, Suiten für 2 Klaviere Op. 5 und Op. 17, Trio élégiaque No. 1, Rhapsodie über ein Thema von Paganini, die Klavierkonzerte No. 1, No. 2, Cellosonate Op. 19 und andere Kompositionen. Das Repertoire der von Gintaras am häufigsten gespielten Solowerke beinhaltet Bilder einer Ausstellung von Mussorgski, Sechs Klavierstücke Op. 118 von Brahms, Dante-Sonate von Liszt, Waldstein-Sonate von Beethoven, Walzer, Scherzi und Barcarolle von Chopin usw. Januševičius spielte Klavierkonzerte von Mozart, Beethoven, Liszt, Tschaikowski, Schostakowitsch, Ravel, Martinů usw. Sein Repertoire umfasst auch eine große Anzahl von Sonaten für Violine oder Klarinette und Klavier, Klaviertrios und Quintette von Strawinski, Schumann und Reinecke, Lieder von Mozart, Schumann, Mahler, Poulenc, Mussorgski, Debussy und anderen.